# جو مورتون
جوزيف توماس مورتون الابن (بالإنجليزية: Joe Morton)‏ (ولد في 18 أكتوبر 1947) ممثل مسرحي سينمائي تلفزيوني أمريكي، عرف بظهورها في فيلم
المبيد 2: يوم الحساب (1991).

## روابط خارجية
- جو مورتون على موقع IMDb (الإنجليزية)
- جو مورتون على موقع روتن توميتوز (الإنجليزية)
- جو مورتون على موقع ألو سيني (الفرنسية)
- جو مورتون على موقع ميوزك برينز (الإنجليزية)
- جو مورتون على موقع أول موفي (الإنجليزية)
- جو مورتون على موقع قاعدة بيانات برودواي على الإنترنت (الإنجليزية)
- جو مورتون على موقع قاعدة بيانات الأفلام السويدية (السويدية)
- جو مورتون على موقع إن إن دي بي (الإنجليزية)
- جو مورتون على موقع ديسكوغز (الإنجليزية)
- جو مورتون على موقع قاعدة بيانات الفيلم (الإنجليزية)
- جو مورتون في دليل التلفاز
- جو مورتون at the Internet Off-Broadway Database